# ميغيل غونزاليس (لاعب كرة قدم أمريكي)
ميغيل غونزاليس (بالإنجليزية: Miguel Gonzalez)‏ (25 سبتمبر 1987 في الولايات المتحدة - ) هو لاعب كرة قدم أمريكي في مركز الوسط. شارك مع منتخب الولايات المتحدة تحت 20 سنة لكرة القدم. أما مع النوادي، فقد لعب مع أتلانتي إف سي ونيو إنجلاند ريفولوشن ونادي كوريكامينوس ‏ وطوروس نيزا وIMG Academy Bradenton ‏ وSeacoast United Phantoms ‏.

## وصلات خارجية
- ميغيل غونزاليس على موقع قاعدة بيانات كرة القدم.إي يو (الإنجليزية)
- ميغيل غونزاليس على موقع Soccerway.com (الإنجليزية)